# Estación de Amago
La Estación de Amago (尼子駅 Amago-eki?) es una estación de tren localizada en Kōra, Shiga, Japón.

## Líneas
- Ohmi Railway
  - Línea Principal

## Andenes
La estación tiene una plataforma central con una vía en cada lado.
| Línea             | Dirección | Destino                          |
| ----------------- | --------- | -------------------------------- |
| ■ Línea Principal | Norte     | Hikone, Maibara                  |
| ■ Línea Principal | Sur       | Yōkaichi, Kibukawa, Ōmi-Hachiman |

## Estaciones adyacentes
| «                            | «                            | Servicio                     | »                            | »                            |
| Línea Principal Ohmi Railway | Línea Principal Ohmi Railway | Línea Principal Ohmi Railway | Línea Principal Ohmi Railway | Línea Principal Ohmi Railway |
| ---------------------------- | ---------------------------- | ---------------------------- | ---------------------------- | ---------------------------- |
| Takamiya                     |                              | Local                        |                              | Toyosato                     |
| Servicio rápìdo: Sin parada  |                              |                              |                              |                              |